# Storia degli Stati Uniti d'America (1849-1865)
La storia degli Stati Uniti d'America dal 1849 al 1865 si articola come segue.

## La crisi incombente

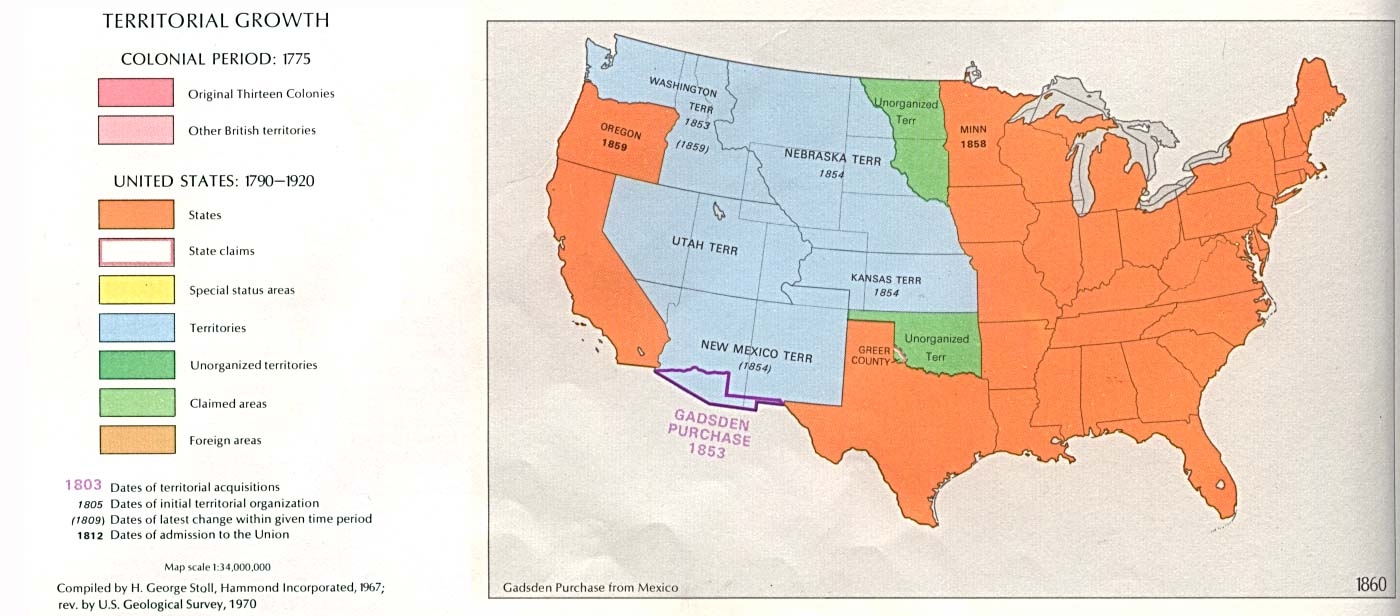
Crescita negli Stati Uniti, 1850–60

### Società differenti, culture differenti
Il dibattito svoltosi nella Convenzione di Filadelfia sulla costruzione di una nuova nazione americana, sembrò suggerire che i padri fondatori credessero che il principale punto di tensione per la nuova nazione sarebbe stato tra i grandi stati come New York e Virginia e i piccoli stati come Delaware e Rhode Island. Già nel 1820, comunque, era evidente che le divisioni interne agli USA erano tra nord e sud. Il Compromesso del Missouri fu una delle prime misure ad esporre queste divisioni trasversali. In una famosa lettera indirizzata a John Holmes, Thomas Jefferson scrisse:
"Ho smesso per lungo tempo di leggere i giornali, o prestare attenzione agli affari pubblici, fiducioso che fossero in buone mani, e contento di essere un passeggero nella nostra virata verso la riva da cui non sono distante. Ma questa questione di grande importanza, come una campana dei pompieri nella notte, mi ha svegliato e preso con il terrore. L'ho considerata improvvisamente come il rintocco a morte dell'Unione."
Quando il Missouri fece richiesta di diventare uno stato, nel 1819, lo schiavismo faceva già parte della vita di questo territorio. Il deputato di New York, James Tallmadge, propose che al Missouri non dovesse essere permesso di entrare nell'Unione come stato schiavista. Una via d'uscita venne offerta dalla presentazione della richiesta per diventare stato fatta dal Maine, più avanti in quello stesso anno. Il Senato approvò di combinare le richieste di ammissione di Maine e Missouri in un singolo decreto. Inoltre il Compromesso del Missouri proibiva la schiavitù a nord dei 36° 30' N, confine dell'Arkansas.
Mentre la crisi venne evitata, il dibattito che innescò mise allo scoperto tensioni trasversali già presenti nella nuova Unione. Nord e sud erano stati fondati in modi differenti e si svilupparono in modo diverso nel corso degli anni. La rivoluzione dei trasporti creata come risultato della costruzione del Canale Erie, spronò lo sviluppo economico e l'industrializzazione al nord. Lo sviluppo dei battelli a vapore e più importante, quello della ferrovia, aiutò a far avanzare questa espansione economica. Questo processo di industrializzazione ignorò in gran parte il sud, che rimase prevalentemente agricolo. Lo schiavismo guidava la vita economica del sud. Come risultato, le due regioni geografiche erano costantemente in conflitto al Senato e alla Camera.

### La guerra messico-statunitense e la Clausola Wilmot
L'amministrazione del presidente Polk espanse la nazione di due terzi, nonostante sia durata per un solo mandato. Il Texas venne annesso il 1º marzo 1845 e i confini dell'Oregon vennero posti al 49º parallelo Nord. Inoltre, l'America entrò in guerra con il Messico nel 1846. Il casus belli ufficiale fu il rifiuto del Messico di vendere agli Stati Uniti le sue province di California e Nuovo Messico. L'acquisizione di territorio messicano fu l'obiettivo della guerra per Polk. Quello che non poteva comprare lo avrebbe conquistato. La guerra durò due anni e risultò per il Messico nella perdita di oltre metà del suo territorio.
L'acquisizione di nuovo territorio rinnovò il dibattito trasversale che aveva bloccato la nazione durante l'ammissione del Missouri. I congressisti temevano (se nordisti) o speravano (se sudisti) che la schiavitù si sarebbe estesa in nuovi territori. Subito dopo l'inizio della guerra, il deputato David Wilmot propose che i territori che sarebbero stati strappati al Messico avrebbero dovuto essere liberi dall'istituzione della schiavitù. La Clausola Wilmot riguardava l'estensione della schiavitù almeno quanto riguardava le dinamiche di partito all'interno dei democratici. I democratici del nord erano arrabbiati perché a Martin Van Buren non era stata data una nomination presidenziale, in quanto non aveva sostenuto l'annessione del Texas. Erano inoltre stufi del dominio sudista del Partito Democratico. La proposta di legge non fu mai approvata, ma i sudisti erano arrabbiati per quello che videro come un attacco al loro sistema sociale.
Accanto alla Clausola Wilmot (o Wilmot Proviso), si sviluppò la via della sovranità nazionale, patrocinata dal democratico dell'Illinois Stephen Douglas. Egli riteneva che la schiavitù negli stati non avrebbe dovuto essere imposta dal governo federale, ma che i singoli stati (tramite la decisione popolare) avrebbero potuto abbracciare o meno la pratica schiavista. Lo stesso S. Douglas fu l'artefice (nel 1854) del Kansas-Nebraska Act, che dava la possibilità ai due stati di autoderminarsi nell'ambito della decisione sull'ammissione o meno della schiavitù. La proposta di legge, una volta approvata dal Congresso, fu una delle principali micce politiche che portarono alla frattura fra nord e sud.

### La corsa all'oro della California e il Compromesso del 1850
Le elezioni del 1848 produssero un nuovo presidente proveniente dal partito Whig, Zachary Taylor. Polk, a causa della sua salute in declino, e avendo raggiunto tutti i suoi obiettivi nel primo mandato, non cercò la rielezione. L'elezione fu significativa perché vide l'emergere del Free Soil Party, un gruppo di abolizionisti che sosteneva la Clausola Wilmot. La creazione del Free Soil Party fece presagire il collasso del secondo sistema partitico negli anni 1850. I partiti esistenti non potevano contenere il dibattito sulla schiavitù ancora per molto.

La questione della schiavitù divenne ancor più urgente con la scoperta dell'oro in California nel 1848. L'anno seguente vide un massiccio influsso di cercatori e minatori che tentavano di arricchirsi. Molti dei migranti in California (i cosiddetti Forty-Niners) abbandonarono lavoro, casa e famiglia alla ricerca dell'oro. La corsa attrasse anche alcuni dei primi cinesi americani sulla costa occidentale degli Stati Uniti. La maggior parte dei Forty-Niners non trovò mai l'oro, ma si insediò nel nuovo stato e si concentrò nel centro urbano di San Francisco. L'afflusso di popolazione portò la California a richiedere l'ammissione come stato nel 1850.

Ciò creò un rinnovo delle tensioni localistiche, in quanto l'ammissione della California nell'Unione minacciava di far saltare l'equilibrio di potere al Congresso. Anche l'imminente ammissione di Oregon, Nuovo Messico e Utah rischiava di fare lo stesso. Molti sudisti si resero conto che il clima politico di questi territori non li faceva pendere verso l'estensione della schiavitù. Il dibattito infuriò al Congresso fino a quando nel 1850 venne trovata una soluzione.
Il Compromesso del 1850 venne mediato dal senatore dell'Illinois Stephen A. Douglas e sostenuto da Henry Clay. Con esso si ammetteva la California come libero stato, il Texas veniva ricompensato finanziariamente per la perdita dei suoi territori occidentali, il commercio degli schiavi (non la schiavitù) venne abolito nel Distretto di Columbia, la Fugitive Slave Law venne approvata come concessione al sud, e soprattutto, il territorio del Nuovo Messico (compresa l'odierna Arizona) e il territorio dello Utah, avrebbero determinato il loro status (schiavista o libero) tramite voto popolare. Il compromesso del 1850 placò temporaneamente la spinosa questione, ma la pace non sarebbe durata a lungo.

### L'abolizionismo e la natura criptica del dibattito sulla schiavitù
Il dibattito sulla schiavitù nell'America prebellica aveva diversi aspetti. Gli abolizionisti nascevano direttamente dal "secondo grande risveglio" e dall'Illuminismo europeo, e vedevano la schiavitù come un affronto a Dio o alla ragione. L'abolizionismo aveva radici simili al movimento per la temperanza. La pubblicazione nel 1852 de La capanna dello zio Tom, di Harriet Beecher Stowe, galvanizzò il movimento abolizionista.

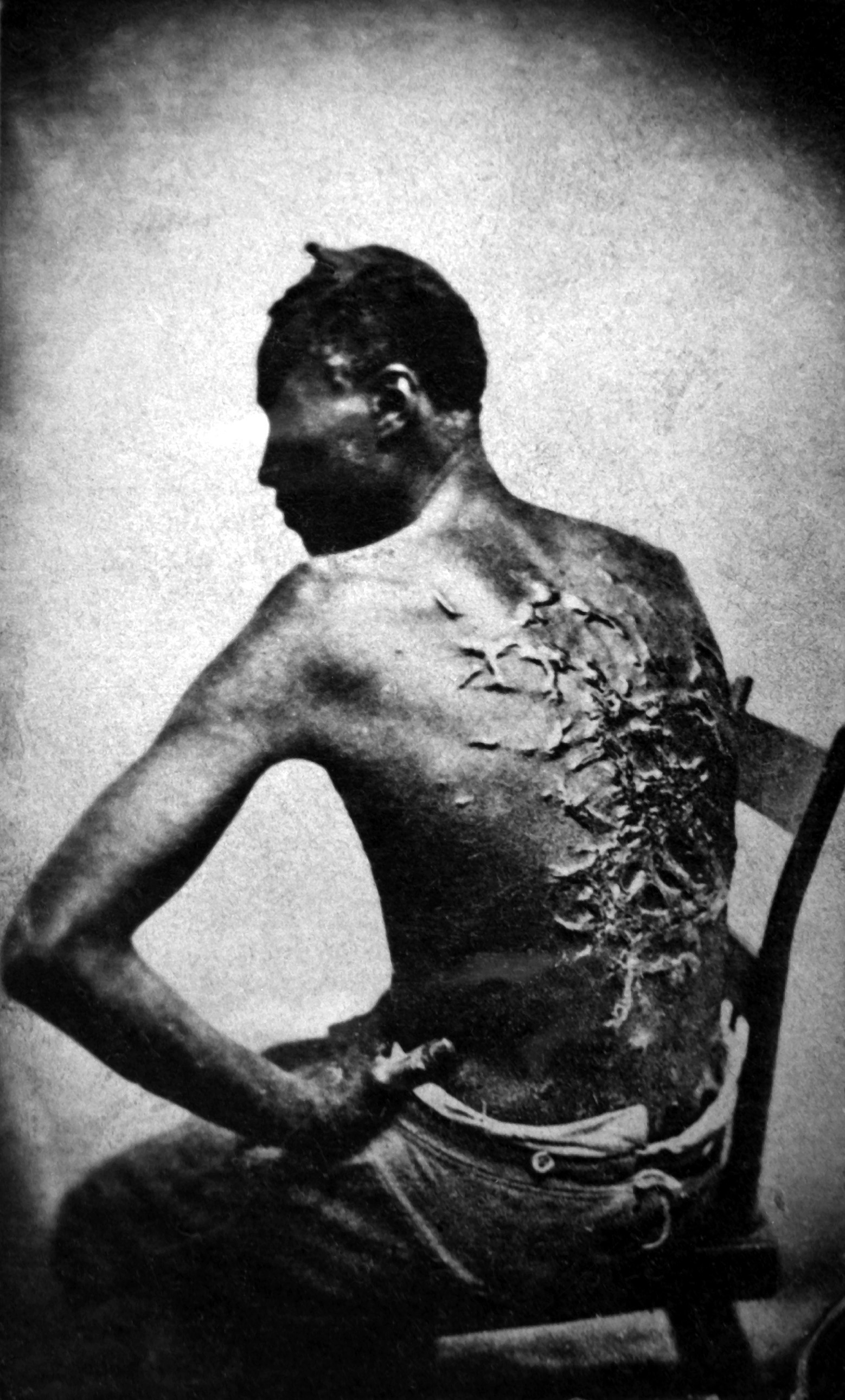
I "Guardiani" degli schiavi, principalmente bianchi e poveri, ottenevano l'autorità per fermare, perquisire, frustare, mutilare e addirittura uccidere qualsiasi schiavo che violasse i codici degli schiavi. Gli abolizionisti citavano questi codici come esempio della barbarie della società sudista.

Gran parte del dibattito sulla schiavitù, comunque, aveva a che fare con la costituzionalità dell'estensione della schiavitù, piuttosto che con la sua moralità. Il dibattito prese la forma di argomentazioni riguardanti i poteri del Congresso, piuttosto che sui meriti della schiavitù. Il risultato fu il cosiddetto "Free Soil Movement". I suoi aderenti credevano che la schiavitù fosse pericolosa a causa di ciò che faceva ai bianchi. La "peculiare istituzione" assicurava che le élite terriere controllassero la gran parte di terre, proprietà e capitali del Sud. Gli Stati Uniti meridionali erano quindi, in base a questa definizione, completamente non democratici. Allo scopo di combattere la "cospirazione del potere schiavista", gli ideali democratici della nazione dovevano essere diffusi nei nuovi territori e al sud.
Nel Sud, comunque, la schiavitù era giustificata in vari modi. La Rivolta di Nat Turner del 1831 aveva terrorizzato i bianchi sudisti. Inoltre l'espansione del "Re Cotone" nel profondo sud aveva ulteriormente trincerato l'istituzione nella società sudista. John Calhoun nel suo trattato The Pro-Slavery Argument, scrisse che la schiavitù non era semplicemente un male necessario, ma un bene positivo. La schiavitù era una benedizione per i cosiddetti selvaggi africani. Li civilizzava e gli forniva le sicurezze di cui avevano bisogno. In base a questi argomenti, i sostenitori della schiavitù credevano che gli afro-americani non fossero in grado di prendersi cura di se stessi poiché erano biologicamente inferiori. Inoltre, i bianchi sudisti guardavano al Nord e alla Gran Bretagna come a società industriali senza anima e con poca cultura. Dove il Nord era sporco, pericoloso, industriale, dal ritmo veloce e avido, gli schiavisti ritenevano che il Sud fosse civilizzato, stabile, ordinato, e si muovesse con un "ritmo umano".

### Il Kansas-Nebraska Act e il Bleeding Kansas
Con l'ammissione a stato della California, nel 1851, la Costa Pacifica era stata finalmente raggiunta. Il destino manifesto aveva portato gli americani alla fine del continente. Il nuovo presidente, Millard Fillmore sperava di proseguire sulla strada del destino manifesto e a questo scopo nel 1853 inviò il Commodoro Matthew Perry in Giappone nella speranza di stringere degli accordi commerciali.
Venne progettata una ferrovia transcontinentale verso il Pacifico e Stephen A. Douglas, senatore dell'Illinois, volle che passasse per Chicago. I sudisti protestarono, insistendo perché passasse attraverso il Texas, la California Meridionale e finisse a New Orleans. Douglas decise di scendere a un compromesso e presentò il Kansas-Nebraska Act del 1854. In cambio del passaggio della ferrovia per Chicago, propose l'"organizzazione" (ovvero l'apertura all'insediamento dei bianchi) dei territori di Kansas e Nebraska.

Douglas prese d'anticipo l'opposizione sudista alla proposta di legge e aggiunse una condizione secondo sui lo status dei nuovi territori sarebbe stato soggetto alla sovranità popolare. In teoria i nuovi stati potevano diventare stati schiavisti in base a queste condizioni. Sotto pressione sudista, Douglas aggiunse una clausola che abrogava esplicitamente il Compromesso del Missouri. Il presidente Pierce sostenne il disegno di legge, così come il sud e una parte dei democratici nordisti.
L'Atto divise i Whig. Quelli nordisti si opposero in generale al Kansas-Nebraska Act, mentre quelli sudisti lo appoggiarono. Gran parte dei Whig nordisti entrarono nel nuovo Partito Repubblicano. Alcuni entrarono nel Know-Nothing Party che si rifiutava di prendere posizione sulla schiavitù. Quelli del sud rimasero senza partito fino all'emergere dell'American Party alla fine degli anni 1850.
Con l'apertura del Kansas, i coloni si precipitarono nel nuovo territorio, fossero essi pro-schiavismo o contro. Tra essi scoppiarono ben presto violenti scontri. Gli abolizionisti del New England si stabilirono a Topeka, Lawrence, e Manhattan. I sostenitori dello schiavismo, provenienti principalmente dal Missouri, a Leavenworth e Lecompton.
Nel 1855 si svolsero le elezioni per la legislatura territoriale. Anche se c'erano solo 1.550 aventi diritto al voto, gli immigrati dal Missouri portarono la popolazione a oltre 6.000. Il risultato fu che venne eletta una maggioranza pro-schiavismo. I Free-soilers furono così oltraggiati che installarono dei loro delegati a Topeka. Un gruppo di Missouriani anti-schiavismo saccheggiò Lawrence il 21 maggio 1856. La violenza continuò per altri due anni fino alla promulgazione della Costituzione di Lecompton.
La violenza, nota come "Bleeding Kansas", scandalizzò l'amministrazione democratica e portò alla luce il peggiore dei conflitti trasversali. Charles Sumner, del Massachusetts, tenne un discorso al Senato intitolato "Il crimine contro il Kansas". Il discorso fu una critica infiammata al Sud e alla "peculiare istituzione". Come esempio delle crescenti tensioni, giorni dopo aver tenuto il discorso, il rappresentante della Carolina del Sud, Preston Brooks, avvicinò Sumner durante una pausa del Senato e lo prese a vergate.

### Emerge il Partito Repubblicano
Il presidente Pierce era troppo strettamente associato al "Bleeding Kansas" e quindi non venne ricandidato dai democratici. Al suo posto venne invece presentato James Buchanan. I democratici svolsero la campagna elettorale in particolare al sud, mettendo in guardia che i repubblicani erano estremisti e promuovevano la guerra civile.
Il Know Nothing Movement nominò l'ex presidente Millard Fillmore, che basò la sua campagna elettorale su una piattaforma che riguardava principalmente l'immigrazione.
I repubblicani nominarono John Fremont con lo slogan "Free soil, free labor, free speech, free men, Frémont." (Libera terra, libertà di parola, uomini liberi, Frémont.) Fremont vinse in quasi tutto il nord e quasi si aggiudicò le elezioni. Un leggero spostamento di voti in Pennsylvania e Illinois avrebbe dato la vittoria ai repubblicani. Come conseguenza, essi abbandonarono completamente il sud e divennero un partito prevalentemente nordista. I democratici vinsero le elezioni, ma divennero sempre più un partito sudista. Così la nazione era ora completamente polarizzata lungo linee trasversali, con i repubblicani come partito del nord e i democratici come partito del sud. Ciò diede il via al terzo sistema partitico che sarebbe durato fino al 1896.
Subito dopo l'insediamento di Buchanan si verificò un'improvvisa depressione economica, nota come Panico del 1857, che indebolì ulteriormente la credibilità del Partito Democratico.

### La "Dred Scott Decision"
Il 6 marzo 1857, la Corte Suprema fu coinvolta nella crisi. Dred Scott, uno schiavo nero, venne portato dal suo padrone, nel 1834, dal Missouri (stato schiavista), all'Illinois, uno stato libero a causa della Ordinanza del nordovest. Scott venne quindi portato in quello che in seguito divenne il Minnesota nel 1838. Tornò quindi indietro a St. Louis nel 1846 dove il suo padrone, il Dottor Emerson, morì. Dred Scott fece causa alla moglie di Emerson per avere la libertà, sulla base del fatto che l'aver vissuto in un territorio non schiavista lo aveva reso un uomo libero. Il caso alla fine raggiunse la Corte Suprema, dove il Giudice Capo Roger Brooke Taney dichiarò che Dred Scott era uno schiavo, non un cittadino, e quindi non aveva diritti in base alla costituzione. La sua decisione fu importante perché la Corte Suprema aveva deciso che gli schiavi non erano cittadini degli Stati Uniti e che nessun nero avrebbe mai potuto diventarlo poiché erano "esseri di un ordine inferiore". Dichiarò anche che il Compromesso del Missouri era incostituzionale perché violava il quinto emendamento. Il Compromesso del Missouri aveva tolto illegalmente delle proprietà senza giusto processo. Quindi, Dred Scott non era libero. Scott venne comprato dai figli del suo primo proprietario, e reso libero. Lavorò come facchino in un hotel di St. Louis, assunse al rango di celebrità locale, ma morì di tubercolosi un anno dopo, il 17 settembre 1858.
La decisione rafforzò l'opposizione nordista alla schiavitù. Il 13 ottobre il Minnesota ratificò la sua costituzione che metteva fuorilegge la schiavitù. Anche l'Ohio rese reato possedere o rivendicare schiavi. Politicamente, fu insignificante poiché il Kansas-Nebraska Act aveva già annullato il Compromesso del Missouri. Simbolicamente, però, la Corte Suprema aveva sancito la linea dura sudista. Ciò incoraggiò i sudisti e convinse i nordisti dell'esistenza di una vasta "cospirazione del potere schiavista".

### Il dibattito Lincoln-Douglas
Indubbiamente i più famosi della storia americana, i dibattiti Lincoln-Douglas furono una serie di sette dibattiti svoltisi per l'elezione senatoriale in Illinois tra l'uscente Stephen A. Douglas e il fino a quel momento sconosciuto Abraham Lincoln. Vengono ricordati per la loro rilevanza ed eloquenza.
Lincoln era contrario all'estensione della schiavitù in qualsiasi nuovo territorio. Douglas, comunque, credeva che la popolazione dovesse decidere il futuro della schiavitù nei propri territori. Questo concetto era noto come sovranità popolare. Lincoln, ad ogni modo, sostenne che la sovranità popolare era in realtà a favore della schiavitù, poiché era in contrasto con la decisione della Corte Suprema nel caso Dred Scott. Lincoln disse che il Giudice Capo Roger Taney era la prima persona ad aver detto che la dichiarazione di indipendenza non si applicava ai neri, e che Douglas era il secondo. In risposta, Douglas uscì fuori con quella che è nota come la Dottrina Freeport. Douglas dichiarò che mentre la schiavitù poteva essere possibile, la popolazione dello stato poteva rifiutarsi di approvare leggi favorevoli alla schiavitù.
Nel suo "Discorso della Casa Divisa" a Springfield (Illinois), Lincoln disse:
Una casa divisa non può reggersi su se stessa. Credo che questo governo non possa perdurare essendo mezzo schiavista e mezzo libero. Non mi aspetto che l'Unione venga dissolta. Non mi aspetto che la casa crolli, ma mi aspetto che smetta di essere divisa. Diverrà tutta in un modo o tutta nell'altro. O gli oppositori alla schiavitù ne arresteranno l'ulteriore diffusione e la porranno dove la mente pubblica può riposare, nella convinzione che sia sulla via della sua definitiva estinzione, o i sostenitori la porteranno avanti fin quando diverrà ugualmente legale in tutti gli stati, i vecchi come i nuovi, al Nord come al Sud.
Durante i dibattiti, Lincoln sostenne che il suo discorso non era abolizionista, scrivendo al dibattito di Charleston che: "Non sono in favore del fare dei negri dei votanti o dei giurati, né di dar loro il diritto di detenere un incarico pubblico."
I dibattiti attrassero migliaia di spettatori ed erano caratterizzati da parate e dimostrazioni. Lincoln alla fine perse l'elezione ma si impegnò solennemente: "La lotta deve continuare. La causa delle libertà civili non deve essere abbandonata dopo una o anche cento sconfitte."

### Il raid di John Brown
Il dibattito prese una piega nuova e violenta con le azioni di un abolizionista del Connecticut. John Brown era un attivista abolizionista che sosteneva l'uso della guerriglia allo scopo di combattere i sostenitori dello schiavismo.
Ricevendo armi e aiuti finanziari da un gruppo di importanti leader della finanza e della società del Massachusetts, noti collettivamente come i Secret Six, Brown partecipò alla violenza del Bleeding Kansas e diresse il massacro del Pottawatomie, il 24 maggio 1856, in risposta al saccheggio di Lawrence. Nel 1859, Brown andò in Virginia per liberare gli schiavi.
Il 17 ottobre 1859, Brown catturò l'armeria federale di Harpers Ferry (Virginia). Il suo piano era quello di armare gli schiavi dell'area circostante, creando un esercito che avrebbe spazzato il sud liberando gli schiavi e attaccandone i proprietari. Gli schiavi locali non si sollevarono in aiuto a Brown. Egli uccise cinque civili e prese degli ostaggi. Rubò anche una spada che Federico il Grande aveva regalato a George Washington.
Venne catturato da una forza dei marines, ironicamente sotto il comando del tenente colonnello Robert E. Lee. Venne processato per tradimento del Commonwealth della Virginia e giustiziato il 2 dicembre 1859. Sulla via verso il patibolo, Brown consegnò una nota a un secondino, raggelante nella sua profezia, in cui prediceva che il "peccato" della schiavitù non sarebbe mai stato lavato dagli Stati Uniti senza spargimento di sangue.
L'incursione su Harper's Ferry riempì di orrore i sudisti, che videro Brown come un folle criminale, e divennero sempre più sospettosi degli abolizionisti del nord, che celebrarono Brown come un eroe e un martire.

### Le elezioni del 1860
La convenzione nazionale democratica per le elezioni del 1860 si tenne a Charleston (Carolina del Sud), anche se solitamente si teneva al nord. Quando la convenzione avallò la dottrina della sovranità popolare, 50 delegati del sud se ne andarono. L'Incapacità di giungere ad una decisione su chi dovesse essere nominato portò ad un secondo raduno a Baltimora (Maryland). Qui, 110 delegati del sud, guidati dai cosiddetti "mangiafuoco" abbandonarono la convenzione quando questa decise di non adottare una piattaforma che sosteneva l'estensione della schiavitù nei nuovi territori. I democratici restanti nominarono alla presidenza Stephen A. Douglas. I Democratici del Sud tennero una convenzione a Richmond (Virginia) e nominarono John C. Breckinridge. Entrambi pretesero di essere la vera voce del Partito Democratico.
Gli ex "Know Nothing" e alcuni Whig formarono il Partito dell'Unione Costituzionale, che presentò una piattaforma basata sul solo appoggio alla costituzione e alle leggi della terra.
Abraham Lincoln vinse il sostegno della convenzione nazionale repubblicana, dopo che divenne chiaro che William H. Seward si era alienato alcune frange del partito. Inoltre, Lincoln era diventato famoso per i suoi dibattiti con Douglas ed era ben noto per la sua eloquenza e la sua posizione moderata sullo schiavismo.
Lincoln ottenne la maggioranza dei voti nel collegio elettorale, ma solo due quinti del voto popolare. Il voto democratico si suddivise su tre candidati e Lincoln venne eletto come sedicesimo presidente degli Stati Uniti.

### Secessione
L'elezione di Lincoln portò quasi immediatamente alla secessione della Carolina del Sud, il 20 dicembre 1860. Quando Lincoln entrò in carica, sei altri stati secessero dall'Unione: Mississippi, (9 gennaio 1861), Florida (10 gennaio), Alabama (11 gennaio), Georgia, (19 gennaio), Louisiana (26 gennaio) e Texas (1º febbraio).

Uomini dal nord e dal sud si incontrarono in Virginia per cercare di tenere assieme l'Unione, ma le proposte per emendare la costituzione non ebbero successo. Nel febbraio 1861, i sette stati si incontrarono a Montgomery (Alabama) e formarono una nuova nazione: gli Stati Confederati d'America. Il primo Congresso Confederato si tenne il 4 febbraio 1861 e adottò una costituzione provvisoria. L'8 febbraio 1861, Jefferson Davis venne nominato presidente degli Stati Confederati d'America.